# Vesanen
Vesanen är en sjö i Finland. Den ligger i kommunen Miehikkälä i landskapet Kymmenedalen, i den södra delen av landet, 160 km öster om huvudstaden Helsingfors. Vesanen ligger 29,2 meter över havet. I omgivningarna runt Vesanen växer i huvudsak blandskog. Arean är 63,2 hektar och strandlinjen är 4,18 kilometer lång. Sjön  ingår i Virojokis huvudavrinningsområde. 